# Phylica purpurea
Phylica purpurea är en brakvedsväxtart som beskrevs av Otto Wilhelm Sonder. Phylica purpurea ingår i släktet Phylica och familjen brakvedsväxter.

## Underarter
Arten delas in i följande underarter:
- P. p. floccosa
- P. p. pearsonii